# Джиджель
Джи́джель, Джидже́ль (араб. جيجل‎) — город на северо-востоке Алжира, административный центр одноимённой вилайи.

## Географическое положение
Город находится в северо-западной части вилайи, на побережье Средиземного моря, на территории историко-географического региона Кабилия. Абсолютная высота — 47 метров над уровнем моря.

Джиджель расположен на расстоянии приблизительно 240 километров к востоку от столицы страны Алжира.

## Демография
По данным переписи, на 2008 год население составляло 134 839 человек.
Динамика численности населения города по годам:
| 1977   | 1987   | 1998    | 2008    | 2012    |
| ------ | ------ | ------- | ------- | ------- |
| 36 720 | 63 525 | 115 048 | 134 839 | 152 281 |

В национальном составе преобладают арабы и кабилы.

## Транспорт
В 5 километрах к востоку от города расположен аэропорт.

## Экономика
В Джиджеле расположены предприятия по переработке пробки, предприятия кожевенной и сталелитейной отраслей промышленности. Развито сельскохозяйственное производство. В окрестностях города выращивают цитрусовые и зерновые культуры. Большое значение имеет рыболовство.